# В'єтнам у Першій світовій війні
В'єтнам у Першій світовій війні — період в історії В'єтнаму у 1914–1918 рр., коли держава бувши залежною від Франції виступала в війні на стороні країн Антанти.

## Події перед війною
Напередодні війни генерал-губернатором Індокитаю був призначений Альбер Сарро, на якого французьким урядом була покладена особиста відповідальність за проведення нового політичного курсу Франції в Індокитаї. Основний сенс останнього зводився до того, що поряд з репресіями проти національно-визвольного руху колоніальні влади розробили цілу систему політико-економічних заходів для припинення антифранцузьких виступів у В'єтнамі і більш повного використання економічних ресурсів країни для задоволення потреб метрополії в майбутній війні.

У 1914 р. новий генерал-губернатор Індокитаю виїхав до Франції, щоб домовитися з урядом про загальну реорганізації адміністративних служб Індокитаю з урахуванням тих обіцянок які він давав раніше, перебуваючи на посаді генерал-губернатора з жовтня 1911 р. Однак у зв'язку з початком Першої світової війни А. Сарро був переведений на роботу в міністерство національної оборони, а його обов'язки були покладені на Ван Волленховена.

## Вступ у війну
З першого ж дня війни французькою владою були прийняті запобіжні заходи у зв'язку з введенням воєнного стану. Декрет про загальну мобілізацію від 1 серпня 1914 не був оприлюднений в Індокитаї, так як генерал-губернатор вважав, що колонія не підвергається безпосередній військовій небезпеці. Тим самим він хотів уникнути заворушень, які могли б бути викликані цим заходом у В'єтнамі, Лаосі та Камбоджі. Однак для того щоб репатріювати військові частини і провести часткову мобілізацію, 1 вересня 1914 генерал-губернатором був виданий наказ, згідно з яким з Індокитаю були спрямовані до Франції два генерали, 250 офіцерів, 647 унтер-офіцерів, 58 лікарів, 2 тис. солдат , 17 з 75 артилерійських батарей. Весь в'єтнамський флот був мобілізований для потреб Франції. У Ханої, Хайфоні і Сайгоні розгорнулося будівництво Невеликих суднобудівних верфей.
Спеціальними декретами від 5 і 22 серпня 1914 припинялися антифранцузькі виступи в пресі. Журналісти, які співпрацювали з сайгонською газетою «Опіньон» і порушили декрет від 5 серпня 1914, були покарані за те, що виступали проти збору коштів на користь війни, сума яких в Індокитаї склала 3 млн франків.

## Німецька підривна діяльність
Підпільна німецька пропаганда глибоко проникла у в'єтнамські кола, чому немало сприяли газетні видання китайською мовою. Все це визнавали і французька влада в Індокитаї. Так, генерал-губернатор Індокитаю повідомляв міністру колоній «про приховану неприязнь до французів в різних азійських колах, яку вдалося спровокувати ворогам Франції».

Колоніальна влада вважала, що основною причиною швидкого розповсюдження серед індокитайського населення антифранцузьких настроїв стало повне незнання народами Далекого Сходу французького життя.

|  | У китайській літературі не існує робіт, написаних під впливом французької літератури, або перекладів французьких авторів, які писали пізніше XVIII в. Зате за останні 20 років видано велику кількість книг, перекладених з англійської або німецької мов. Китайці знають Францію по тенденційним описам, які вони знаходять в літературі тих країн, які ворогують з Францією. Ван Волленховен |

Німецькі агенти поширювали на Далекому Сході версію про те, що французька нація нібито зупинилася у своєму розвитку на революції 1789 р. і поступово занепадає і що французи повинні відтепер поступитися своїм місцем німцям, що саме останні є носіями прогресу в галузі науки і культури. Увагу французів привертала діяльність китайського реформатора Кан Ювзя, який вчинив подорож по Європі, після чого написав ряд книг, в яких проявляв свої симпатії до Німеччини. Книга Кан Ювея про Францію написана в порівняльному з Німеччиною плані, причому Франція в ній представлена не в найкращому світлі. Французькі спецслужби повідомляли:

В даний час офіційно встановлено, що спроби розхитування ситуації підтримувалися і фінансувалися Німеччиною 

## Період війни
У листопаді 1915 французьке міністерство колоній віддало телеграфне розпорядження генерал-губернатору Індокитаю про необхідність активної участі країн Індокитаю у національній обороні, Франції. Відповідно до останнього Індокитаю наказувалося направити в метрополію сім батальйонів волонтерів.
У грудні 1915 верховні резиденти Лаосу і Камбоджі отримали вказівку про посилення оборони в прикордонних з Сіамом районах Індокитаю.
Між французькою владою Індокитаю та англійським керівництвом в Індії було досягнуто згоди щодо спільних репресивних заходів проти національно-визвольних сил в Індії та Індокитаї і видачі один одному їх керівників. 2 грудня 1915 р. ця домовленість була повністю схвалена міністром закордонних справ Франції.
У роки війни Японія займала особливу позицію в індокитайському питанні: вона безпосередньо не брала участь у війні і тим самим мала можливість здійснювати експансію на Далекому Сході при потуранні Франції та Англії.

"Які б не були устремління Японії по відношенню до Китаю, ми, враховуючи наші союзницькі відносини з Японією, не повинні опиратися їй, незалежно від того, які б плани вона ні виношувала. Японія в даний час є гарантом збереження нашої влади в Індокитаї ", — писав у своєму звіті генерал-губернатор Індокитаю від 22 лютого 1916. 

## Повстання у Бакбо
У 1914 р. товариство «Куанг фук» замисло комбінованими діями патріотичних сил в країні і сформованих за кордоном збройними загонами взяти приступом Ханой. Однак через невмілу конспірацію план операції був розкритий, багато членів організації заарештовані. Тоді керівництво вирішило атакувати ряд військових укріплень і адміністративних центрів у Бакбо. 6 січня 1915 р. великий загін озброєних патріотів напав на французький гарнізон у м. Футхо. Тим часом ворожі військові пости в Ньокуані (пров. Ніньбінь), Монгкаї, на крайньому північному сході країни, також зазнали атаки. Однак і ці збройні виступи закінчилися невдачею. Прихильники Фан Бій Тяу спробували через німецького консула в Таїланді отримати від Німеччини, що воювала з Францією, зброю для продовження боротьби, але їм було відмовлено.

## Повстання Товариства відродження В'єтнаму
У листопаді 1918 р під керівництвом Товариства відродження В'єтнаму спалахнуло велике повстання в районі форту Бінглієу (Північно-Східний В'єтнам), в ході якого його учасники захопили форт і вбили французького командира. У повстанні крім народностей ман, нунг і хань взяли також участь Шанг і Мої. Поширившись на значну територію, повстання набуло характеру широкої партизанської боротьби. Колоніальна влада була вимушена перекинути в бунтівні райони великі сили каральних військ, яким довгий час не вдавалося досягти скільки-небудь значного успіху, бо повсталі користувалися підтримкою місцевого населення.
Не бувши в змозі придушити повстання силою, французьке командування пішло на хитрість. Скориставшись розбіжностями, що виникли серед повстанців, воно вступило з ними в переговори про перемир'я, з тим щоб виграти час для перекидання додаткових сил. Коли ж підкріплення підійшло, французьке командування перервало переговори і віддало наказ про наступ. Основні сили повстанської армії були розгромлені, і лише деяким загонам вдалося сховатися на території сусіднього Китаю.

## Повстання в провінції Тхайнгуєн
У серпні 1917 р. спалахнуло повстання в'єтнамських солдатів французьких колоніальних військ, дислокованих в провінції Тхайнгуєн (Північний В'єтнам). Це було найбільше збройний виступ під час Першої світової війни, що отримало широкий відгук по всій країні і вперше за всю історію національно-визвольного руху увінчався перемогою революційних сил.
Повстання готувалося зарубіжним центром Товариства відродження В'єтнаму в умовах найсуворішої конспірації. Був обраний комітет, який ухвалив рішення почати повстання в ніч з 30 на 31 серпня 1917 р. Повстання почалося штурмом міської в'язниці під керівництвом сержанта колоніальної армії Чінь Ван Кана і Ліонга Нгок Куєна, який, перебуваючи в тхайнгуєнській в'язниці, встановив зв'язок з тюремної охороною і особисто з сержантом Чінь Ван Каном.
Згідно французьким даними, в результаті штурму в'язниці вдалося звільнити ув'язнених, які влилися в ряди повстанців. Незабаром близько 600 повстанців, серед яких були селяни із загону Де Тхам, оволоділи центром однойменної провінції. Керівним комітетом повстання був виданий маніфест, що проголосив незалежність провінції Тхайнгуен і покликав місцеве населення підтримати повстанців.
Однак відсутність революційного досвіду у керівників повстання завадило їм розробити чітку програму дій. До того ж у самому керівництві не було єдності думок з багатьох важливих питань. Це найбільш яскраво проявилося на одному із засідань комітету в ході повстання, де були висловлені дві протилежні точки зору з питання про методи подальшої боротьби — наступальна і оборонна. Так, прихильники першої точки зору Ба Куок, Бак Лам (командири загонів Де Тхам) і Ту Хой Суан наполягали на широкому раптовому настанні в провінціях Фукіен, Бакзянг, Баккал та ін. Противником цієї тактики виступив Ліонг Нгок Куен, який запропонував інший план: сконцентрувати всі сили в китайській провінції Гуансі, створити там опорні бази, закупити достатню кількість зброї та боєприпасів, поповнити ряди повстанської армії і лише після цього почати звільнення країни. Ліонг Нгок Куен пропонував використовувати при цьому допомогу деяких іноземних держав, і зокрема Німеччини. Зрештою Чинь Ван Кан погодився з доводами Ліонг Нгок Куена, чим викликав велике невдоволення прихильників наступальної тактики.
Повсталим вдалося встановити революційну владу в адміністративному центрі Тхайнгуен. Повстанська армія була поповнена 300 добровольцями-селянами і 50 шахтарями з Фанме і Лангхіт. Після отримання повідомлення про падіння фортеці Тхайнгуен штаб французьких військ в Ханої направив у вказану провінцію спеціальні каральні загони. Однак на підступах до міста останні були розбиті силами Чінь Ван Кана. І тільки після того, як французи кинули великі сили, їм вдалося оволодіти містом. У цьому бою загинув Ліонг Нгок Куен.
З великими втратами повстанці змушені були відступити через гори Тамдао спочатку в провінцію Віньіен, а потім і в провінцію Фукіен. Блоковані з усіх боків переважаючими силами французів, позбавлені можливості поповнити свої загони, повстанці на початку січня 1918 припинили опір. Чінь Ван Кан покінчив життя самогубством.

## Стан економіки під час війни
Економічні заходи, прийняті в Індокитаї колоніальною владою з початку військових дій, переслідували три основні цілі: сприяти постачанню метрополії, спростити постачання колоній і паралізувати торгівлю противника.
Для забезпечення надходжень товарів, необхідних для метрополії, були видані два декрета — від 8 листопада і 21 грудня 1914, які забороняли вивезення товарів з Індокитаю, але допускали їх відправку в метрополію. Також було припинено експорт рису в Китай, Японію, на Філіппіни, вивіз солі в Китай і худоби на Філіппіни. У митний тариф були внесені деякі зміни. Так, декрет від 27 вересня 1914 р. забороняв торговельні відносини з ворожими підданими.
Для задоволення постійно зростаючих військових потреб Франції колоніальні влади посилили експлуатацію природних і людських ресурсів Індокитаю. Політика французької адміністрації зводилася до максимального використання матеріальних ресурсів для потреб війни. У роки війни з Індокитаю було відправлено до Франції 240 тис. галонів спирту, 1750 т. каучуку, 2800 т. касторової олії, 4300 куб. м. спеціальної деревини, 500 тис. т рису і маїсу, 6700 т земляного горіха, близько 22 тис. т цукру, 2344 т тютюну.
Індокитай поставив в метрополію велика кількість цементу, вольфраму, цинку, олова, свинцю та іншої сировини стратегічного значення. Загальна вартість матеріальних поставок для метрополії оцінювалася приблизно в 11 млн золотих франків. В'єтнам посів друге місце серед колоній з вивезення до Франції сільськогосподарських товарів.